# 潘滕
潘滕是德国石勒苏益格－荷尔斯泰因州的一个市镇。总面积13.83平方公里，总人口706人，其中男性366人，女性340人（2011年12月31日），人口密度51人/平方公里。